# Jack Davis (Leichtathlet)
Jack Wells Davis (* 11. September 1930 in Amarillo, Texas; † 20. Juli 2012 in San Diego, Kalifornien) war ein US-amerikanischer Leichtathlet.

## Werdegang
Jack Davis besuchte die Hoover High in Glendale, Kalifornien, bevor er ein Studium an der University of Southern California begann. Für diese holte er zwischen 1951 und 1953 drei NCAA-Titel im 120-Yards-Hürdenlauf sowie 1953 den Titel im 220-Yards-Hürdenlauf.
International machte er bei den Olympischen Spielen 1952 auf sich aufmerksam, als er hinter seinem Landsmann Harrison Dillard die olympische Silbermedaille gewann. Für beide wurde eine Zeit von 13,7 Sekunden gemessen, aber Dillard hatte als deutlich besserer Sprinter im Auslauf einen knappen Vorsprung erzielt. Davis gewann in den Jahren 1953 und 1954 im 120-Yards- und 110-Meter-Hürdenlauf sämtliche Rennen, an denen er teilnahm. Bei einer Körpergröße von 1,90 m hatte er ein Wettkampfgewicht von 70 kg.
Nach dem Ende seines Studiums trat er 1954 in die United States Navy ein, wo er bis 1957 blieb. Für die United States Information Agency reiste er nach Südamerika und Afrika und nahm dort auch an Wettbewerben teil. In diese Zeit fällt auch sein Weltrekord, den er mit 13,4 Sekunden am 22. Juni 1956 in Bakersfield aufstellte. Zweiter in diesem Lauf war Harrison Dillard mit 14,1 Sekunden.
Im Finale der Olympischen Spiele 1956 mussten die Läufer bei Gegenwind antreten. Trotzdem erreichten die ersten beiden mit 13,5 Sekunden eine hervorragende Zeit. Sieger wurde Lee Calhoun mit drei Hundertstelsekunden Vorsprung auf Jack Davis.
Nach den beiden knapp verpassten Olympiasiegen beendete Jack Davis 1957 seine Karriere und begann für einen Bauträger zu arbeiten. Er gehörte zu den Gründern des Olympiatrainingszentrums in San Diego und wurde 2004 in die National Track and Field Hall of Fame aufgenommen. Davis verstarb am 20. Juli 2012 im Mercy Hospital in San Diego.